# Produzione musicale
Per produzione musicale si indica il processo creativo e tecnico che ha come obiettivo la realizzazione di un brano musicale destinato alla registrazione. Le fasi principali collegate alla realizzazione di un brano sono varie in quanto quest’ultimo può essere realizzato in vari modi. Indicativamente le fasi sono relative alla composizione, alla pre-produzione, alla produzione vera e propria e alla post-produzione.
La produzione musicale è oggi considerata un'estensione tecnica delle attività di composizione e arrangiamento, ma anche un'attività artistica autonoma.

## Storia
La produzione musicale ha mutato profondamente forma con l’avvento della registrazione multitraccia, inventata dal chitarrista Les Paul, offrendo la possibilità di registrare, in luoghi e momenti diversi, vari strumenti per poi sovrapporli e dare vita ad una strumentale.
Questa modalità raggiunge il picco del proprio utilizzo con l’arrivo del movimento culturale afroamericano dell’hip hop, i cui maggiori esponenti (Afrika Bambaata e Grandmaster Flash) componevano i propri brani campionando frammenti da altri brani; tali frammenti vengono chiamati spesso campioni o samples.
Gli strumenti di produzione, anche se vengono usati per lo più in forma digitale, possono accompagnare qualunque genere musicale, inclusi quelli apparentemente più acustici.
A partire dagli anni novanta molteplici case di sviluppo hanno implementato i propri software per produrre musica. Alcuni di questi software sono:
- Cubase, sviluppato da Steinberg Media Technologies nel 1989
- FL Studio (originariamente chiamato Fruityloops), sviluppato da Image-Line Software nel 1998
- Pro Tools, sviluppato da Avid nel 1991[3]
- Ableton Live, sviluppato da Ableton nel 2001
- Logic Pro, sviluppato da Apple nei primi anni '90.

Questi software si presentano, solitamente, attraverso una DAW (Digital Audio Workstation) in cui l’utente può utilizzare svariate funzioni per la realizzazione multitraccia, tra cui:
- la gestione completa dei file audio presenti nel computer
- l’importazione di vari formati audio
- la manipolazione dei suoni
- l’aggiunta di effetti sui suoni
- il raggruppamento delle tracce in sottogruppi e gruppi
- l’esportazione in diversi formati
- l’aggiunta di traccia video da sincronizzare con l'audio

## Fasi della produzione musicale

### Composizione
Per composizione si indica la fase in cui l’artista getta le basi per la realizzazione del prodotto finale. Durante la composizione vengono delineati elementi come:
- il genere musicale
- la melodia
- il ritmo
- le timbriche sonore

La sequenza con la quale queste parti vengono assemblate varia dalla tipologia del brano ma solitamente si inizia dal genere musicale in quanto determina, seppur in modo non decisivo, la ritmica del brano.
Una struttura tipica di brani pop, sia cantata che strumentale, è la seguente:
Intro > 1° Verse > 1° Chorus > 2° Verse > 2° Chorus > Bridge > Final chorus > Outro
- Per chorus si indica generalmente il ritornello, ovvero la parte che contiene il messaggio o il tema del brano; dal punto di vista della strumentale è la parte che contiene il maggior numero di strumenti (o elementi musicali) utilizzati per la realizzazione del brano nella sua totalità.
- Il verse, ovvero la strofa, è la porzione del brano musicale in cui viene svolta la narrazione e/o l’introduzione di nuovi elementi musicali e nuovi temi affini a quello principale.
- Il bridge è un elemento musicale che risuona una o più volte all’interno del brano; la sua funzione principale è quella di accompagnare l’ascoltatore tra una sezione e l’altra della canzone. Di solito il bridge viene posizionato prima o dopo il ritornello.
- Per intro si indica l’inizio del brano; è una presentazione spesso solo strumentale, in cui si mostrano alcuni elementi della canzone che potranno ritrovarsi in seguito.
- Per outro si indica il finale o coda del brano. L’obiettivo dell’outro è quello di non far finire bruscamente un brano evidenziando i punti di forza di una canzone.

### Pre-produzione
Per pre-produzione si indica la fase precedente alla registrazione.
In questa fase è fondamentale la collaborazione tra artista e produttore (o altre figure) in quanto viene rielaborato il lavoro della fase precedente e si cerca di dare un’impostazione dal punto di vista dell’arrangiamento.
La pre-produzione include anche una prima esecuzione del brano in uno studio di registrazione per verificare i punti di forza e le debolezze del brano (intro, chorus, ecc..).
Questa è la fase in cui vengono delineate tutte le scelte stilistiche e compositive, ed è necessaria per mettersi in relazione con i tecnici del suono che cureranno le fasi tecniche successive (a meno che non sia lo stesso produttore a curare l’aspetto tecnico).

#### Ambienti

##### Project studio
Il project studio è una sala di composizione in cui viene eseguita la fase di pre-produzione e in cui possono essere eseguite anche registrazioni sia di demo sia di dischi. Di solito, è dotato di macchinari analogici e digitali.

##### Registrazione domestica
Grazie alle nuove tecnologie musicali è possibile realizzare la fase di pre-produzione direttamente da casa mantenendo livelli di qualità elevati; in questo caso il project studio prende il nome di home recording. Di fatto gli strumenti musicali possono essere raccolti all’interno di software per la produzione musicale, come DAW, VST (Virtual Studio Technology) e plugins, anche se non viene esclusa la realizzazione di parti suonate in modo analogico, per esempio da chitarre e batterie.
La registrazione domestica riduce i costi di gestione e le tariffe rispetto alla registrazione in uno studio professionale, aprendo le porte della produzione musicale a un numero maggiore di persone.
Per l'home recording sono necessari:
- un mackie control (utilizzato anche come controller del software);
- una scheda audio (USB o firewire)
- una DAW, utilizzabile da un pc
- microfoni
- un software per la produzione audio e midi dotato di plug-in digitali

### Produzione
Per produzione si indica il processo eseguito dopo la pre-produzione. Al suo interno, generalmente, si inseriscono le fasi di registrazione, di editing e di mixaggio.

#### Registrazione
La fase di registrazione, chiamata anche tracking, è la fase in cui vengono registrati i diversi strumenti musicali. Le modalità di registrazione possono essere classificate come:
- registrazione live, in cui gli strumenti sono registrati contemporaneamente senza alcuna sovraincisione
- registrazione ibrida, in cui alla registrazione dal vivo di più strumenti vengono aggiunte delle sovraincisioni (per esempio le voci)
- registrazione in sequenza degli strumenti utilizzati; questa modalità è una di quelle più diffuse nell’epoca moderna.

Ognuno di questi approcci ha i propri pro e contro: l'approccio live consente di ottenere una registrazione più spontanea, mentre la registrazione multitraccia in sequenza permette di contenere gli errori di esecuzione e di ottenere un'alta qualità audio grazie all'assenza di interferenze tra le registrazioni microfoniche dei diversi strumenti. Nella fase di registrazione vengono prodotte le diverse tracce che comporranno il pezzo finale; il numero delle tracce dipende dal numero di strumenti registrati e dalla tecnica di registrazione.

#### Editing
L’editing è la fase in cui il tecnico del suono, o lo stesso produttore, si impegna nella pulizia delle tracce registrate. Questo lavoro è rivolto alla finitura della prestazione non propriamente intonata o a tempo anche se i criteri utilizzati non sono del tutto oggettivi, perché un’esecuzione imperfetta può risultare più autentica e gradevole. La maggior parte delle DAW dispongono della funzione humanize, che simula l’errore umano e genera imprecisioni casuali di allineamento temporale, intonazione e impatto della nota. Questa funzione può essere utilizzata, per esempio, per programmare una batteria elettronica con un set di suoni acustici, in modo da riprodurre con la massima fedeltà possibile una batteria reale suonata da un essere umano.
In questa fase si correggono gli eventuali disallineamenti (laddove risultino svantaggiosi) e le latenze date da strumenti con tecnologia MIDI: in quest’ultimo caso è preferibile che i suoni siano sincronizzati.

#### Mixaggio
Il mixaggio è la fase in cui si cerca di creare un senso di spazialità al brano, per esempio attraverso la manipolazione dei suoni. Ogni suono viene collocato nel panorama stereo in modo tale da assegnargli una distanza e una profondità, esaltando l’armoniosità del brano.
Uno degli approcci di registrazione più utilizzati per il mixaggio è la registrazione multitraccia, proprio perché consente di manipolare singolarmente ogni suono tramite strumenti ed effetti come:
- panning, strumento utilizzato per bilanciare il suono sul panorama stereofonico
- equalizzatore, strumento che opera sulla frequenza dei suoni. Equalizzando si possono enfatizzare varie frequenze (per esempio, le frequenze basse, medio-basse, medie, medio-alte e alte); lo scopo è quello di definire il suono all’interno dello spettro delle frequenze evitando la sovrapposizione di due o più suoni con frequenze simili
- compressore, strumento che controlla in automatico i volumi dei suoni registrati: se questi ultimi oltrepassano una certa soglia vengono ridotti, mentre i suoni più deboli restano invariati. Più generalmente un compressore livella il range dinamico di uno strumento così che ogni nota non risulti troppo forte o troppo debole
- riverbero, effetto con cui si ottiene il senso di spazialità e di profondità, omogeneizzando gli strumenti come se stessero suonando tutti nel medesimo ambiente
- delay, effetto che prende in input un segnale e lo restituisce con un ritardo temporale prefissato[7]
- automazioni, con cui è possibile modificare sezioni della traccia musicale in modo dinamico; questo rende possibile ottenere un senso di movimento dell’intera traccia musicale

Quindi mixare un brano consiste nel concepire i suoni principalmente su due piani diversi:
- piano delle ampiezze, con manipolazione dei volumi dei singoli suoni.
- piano spaziale, con manipolazione all'interno dell'area stereofonica. Ogni traccia del mixer è infatti dotata di un panning e questo permette di orientare i singoli suoni nel panorama stereo a destra, a sinistra o al centro.[8]

##### Mixdown
Il mixdown viene inteso come l’ultima fase del mixaggio, in cui il brano viene esportato da una DAW per ottenere un file stereofonico. Questo rappresenta la traccia finale in formato stereo pronto per passare all’ultima fase, quella del mastering.

### Post-produzione
La post-produzione è l’ultima fase della produzione di un brano musicale e solitamente riguarda il compimento dell’intera traccia audio, ovvero il mastering.
L’obiettivo di questo processo è quello di adattare gli elementi sonori ed, eventualmente, ottimizzare i livelli dei volumi per rendere la traccia armoniosa e fruibile su qualunque sistema/supporto in grado di riprodurre musica. Solitamente per il mastering vengono utilizzati, esattamente come per la fase di mixaggio, equalizzatori, compressori ed altri tool per rinforzare il panorama stereofonico.
Le operazioni possibili da eseguire durante la fase di mastering sono:
- l’adeguamento delle potenziali asimmetrie del panorama sterofonico
- la modifica dei bpm (velocità del brano) se si ritiene opportuno farlo, in quanto il brano finale potrebbe risultare lievemente troppo veloce o viceversa
- la pulizia di piccoli difetti come fruscii legati alle registrazioni analogiche
- l’aggiunta delle dissolvenze tra le sezioni del brano
- l'applicazione di limiter/maximizer
- la rimozione del DC offset
- l’applicazione del dithering[10]

Per masterizzare un brano si deve tener conto dei supporti su cui sarà riprodotta tale traccia audio in quanto, se il supporto sarà un comune cd, dovrà essere effettuato il cosiddetto downsampling, in quanto le caratteristiche di questo supporto (profondità 16 bit, frequenza di campionamento di 44.100 Hz) sono nettamente inferiori rispetto a quelle con cui la traccia viene prodotta.
Invece se il prodotto è destinato ad altri supporti digitali il file audio conterrà i metadati, ovvero informazioni che descrivono:
- l'identità degli autori
- la descrizione del genere musicale
- la data di realizzazione del master
- i codici ISRC, ovvero codici univoci per identificare la registrazione

Inoltre il prodotto finale sarà un file audio AAC (dettato dallo standard MfiT) che conterrà informazioni sui volumi medi della traccia in modo tale da migliorare l’esperienza dell’utente finale che ha la possibilità di ascoltare la traccia audio su diverse piattaforme di streaming.